# Minutoexcipula calatayudii
Minutoexcipula calatayudii är en lavart som beskrevs av V. Atienza 2001. Minutoexcipula calatayudii ingår i släktet Minutoexcipula, divisionen sporsäcksvampar och riket svampar.   Inga underarter finns listade i Catalogue of Life.